# نيكادور دوارتي فروتوس
نيكادور دوارتي فروتوس Nicanor Duarte Frutos؛ (11 أكتوبر 1956 - )، رئيس جمهورية باراغواي بالفترة من 15 أغسطس 2003 حتى 14 أغسطس 2008، خلفه فرناندو لوغو.

## روابط خارجية
- نيكادور دوارتي فروتوس على موقع الموسوعة البريطانية (الإنجليزية)
- نيكادور دوارتي فروتوس على موقع مونزينجر (الألمانية)
- نيكادور دوارتي فروتوس على موقع إن إن دي بي (الإنجليزية)